# La Revolución de Mayo
La Revolución de Mayo és una pel·lícula muda argentina en blanc i negre, dirigida per Mario Gallo sobre el seu propi guió que es va estrenar el 22 de maig de 1909 al teatre Ateneo de la cantonada de Corrientes i Maipú i que va tenir com a protagonistes a actors professionals entre els quals es trobava Eliseo Gutiérrez. El film es refereix als esdeveniments succeïts a Buenos Aires al maig de 1810 coneguts com la Revolució de Maig, si bé conté falles i inexactituds com la presència de San Martín, una llicència artística del director o la visió en l'extrem dret del quadre de la persona que sosté el teló.

## Producció
El director Mario Gallo, un italià que havia arribat a l'Argentina en 1905 va començar a filmar en 1909 i va realitzar la primera pel·lícula amb argument de l'Argentina si bé les opinions dels estudiosos no són coincidents quant al seu ordre temporal. La versió tradicional de Pablo C. Ducros Hicken investigador i historiador especialitzat en cinema, la prioritat va ser d' El fusilamiento de Dorrego estrenada el 24 de maig de 1908. Altres investigadors daten el seu rodatge dos anys després, cosa que significaria que la primera pel·lícula seria La Revolución de Mayo de 1909.

## Valoració
Alguns estudiosos veuen en l'obra fílmica de Gallo la influència del corrent de Le Film d'art, que des de 1908 intentava a França la primera aproximació al cinema com a art, per a allunyar-lo del mer espectacle de fira, i que va tenir la seva primera expressió en l'Assassinat du Duc de Guise, film que va tenir a més la particularitat de ser el primer a comptar amb música original, expressament sol·licitada pel seu director el francès André Calmettes, composta pel septuagenari Camille Saint-Saëns per ser executada en viu durant la projecció.
A La Revolución de Mayo es pot apreciar que el seu llenguatge està emparentat amb el del cinema francès del seu temps: l'acció és eminentment teatral, els decorats pintats en telons (el Cabildo flameja en bufar el vent), la càmera pren el lloc d'un espectador i la narrativa queda a càrrec de les plaques amb llegendes, funcionant la imatge a la manera de la il·lustració d'un text.

## Restauració del film

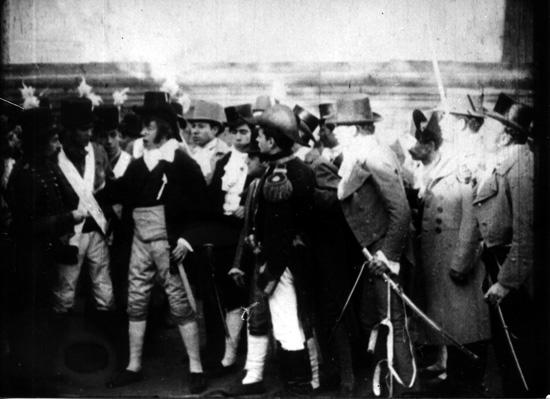
Fotograma restaurat de La revolución de mayo

Originalment la còpia conservada per la Cinemateca Argentina estava rodada en suport nitrat de 35 mm i, per tant, altament inflamable i va ser transferida en 1955 a un suport 16 mm. En l'empresa Cinecolor l'Argentina es va reparar físicament la còpia per a permetre el seu escanejat, que després va ser restaurat digitalment per l'Equip de Restauració i Retoc Digital integrat per Milagros Cimadevilla, Juan Ignacio Bousquet Arxivat 2021-08-17 a Wayback Machine. i María Victoria Mateu, els qui van estabilitzar la imatge, van arreglar els quadres danyats, van netejar defectes i elimininaron el flickeo. Més endavant es van restaurar i van rearmar les plaques usant com a base els originals per a reemplaçar les lletres danyades o inexistents, es va dosar imatge per a aparellar les diferències de luminància i contrastos dels diferents plans del curtmetratge, i es van imprimir 2 negatius, un perquè pugui ser projectat en una sala comercial i un altre que respecta el format original de captura, això vol dir 35mm amb la imatge en el total de la pel·lícula, de perforació a perforació, en format 1.37:1 així respectant el nitrat original capturat per Mario Gallo en 1909. La còpia obtinguda no presenta els salts esperables per les petjades del temps ni la falta d'estabilitat deguda a diversos factors: ser rodada a una velocitat inferior de quadres per segon i, fonamentalment, a manovella.
L'any 2016 amb motiu del Bicentenari de la Independència es va realitzar una segona restauració a càrrec de l'empresa Gotika a comanda de l'Institut Nacional de Cinema i Arts Audiovisuals. Es realitza una nova correcció de color, estabilització, eliminació de ratlles i taques partint del negatiu escanejat.

## Repartiment
- Eliseo Gutiérrez
- César Fiaschi